# Acıbadem (Scutari)
Acıbadem ("Mandorla amara" in Turco) è una mahalle del distretto di Üsküdar, situata nella parte anatolica della provincia di Istanbul. A sud di Acıbadem si trova il distretto di Kadıköy.

## Geografia fisica
Il quartiere Acıbadem  di Üsküdar confina con Altunizade (Scutari) e Koşuyolu (Kadıköy) a ovest, Küçükçamlıca (Scutari) a nord, Ünalan (Scutari) a est, Hasanpaşa (Kadıköy) e Acıbadem (Kadıköy) a sud.

## Storia
Durante i lavori catastali del periodo repubblicano, fu deciso che la linea ottenuta procedendo in direzione di Acıbadem da Şevket Paşa sokak e seguendo Faikbey Mescidi sokak per tutta la sua lunghezza sarebbe stata sotto la giurisdizione della Direzione del Catasto di Scutari a nord e della Direzione del Catasto di Kadıköy a sud, e i lavori catastali all'interno del quartiere di Acıbadem furono completati in questo modo: sebbene la parte nord della linea Şevket Paşa Sokak - Faikbey Mescidi Sokak fosse collegata a Üsküdar nell'atto di proprietà, fino al 1984 l'intero quartiere era sotto la giurisdizione del Comune di Kadıköy per quanto riguardava amministrazione locale. Nel 1984, con l'istituzione della Municipalità Metropolitana e delle municipalità distrettuali, i confini municipali sono stati rivisti e le parti del quartiere di Acıbadem che nell'atto di proprietà erano collegate al distretto di Scutari sono state collegate alla Municipalità di Scutari. A seguito di questo processo, a Istanbul esistono due quartieri Acıbadem confinanti, uno all'interno dei confini del Comune di Scutari e l'altro all'interno dei confini del Comune di Kadıköy.

## Monumenti e luoghi di interesse
Il Köşk di Köçeoğlu e quello di Ahmet Celâleddin Pascià, la pietra di mira di Acıbadem e il Köşk di Ahmet Ratip Pasha, e poi il liceo femminile di Çamlıca, che fu in passato la scuola sultanale delle zitelle di Acıbadem (in turco Acıbadem İnas Sultânîsi sono tra i monumenti storici del quartiere di Acıbadem di Scutari. Inoltre, anche l'antica Masjid di Faikbey, attorno alla quale oggi sorge l'omonima moschea, rientrava nei confini del quartiere di Acıbadem di Scutari. Questa masjid fu costruita come struttura in legno nei primi 10 anni del XX secolo da Hacı Ahmet Faik Bey, che era stato ispettore al commercio nella Şehremâneti di Istanbul durante il regno di Abdülhamid II. Nel corso degli anni, il minareto in legno è crollato e l'edificio è stato convertito in muratura nel 1975. All'inizio degli anni '90 è stato ricostruito e trasformato in moschea con il nome di Faikbey Mescidi Camii.

## Società
Sebbene il completamento del progetto del centro commerciale Akasya nel 2008 sull'area dell'ex fabbrica Ford Otosan di Istanbul, nella parte non sviluppata del quartiere di Scutari Acıbadem di fronte a Uzunçayır, e il progetto Almondhill sul lotto vicino, la cui costruzione era iniziata qualche anno prima, abbiano aumentato la densità di popolazione e il traffico di veicoli motorizzati ad Acıbadem al punto da mettere a disagio gli abitanti, Acıbadem è ancora uno dei quartieri più vivibili di Istanbul. Il boschetto di Validebağ, situato al confine tra il quartiere di Scutari Acıbadem e Altunizâde, costituisce ancora uno dei luoghi di svago più importanti per gli abitanti di Acıbadem.